# George Boateng (Rapper)

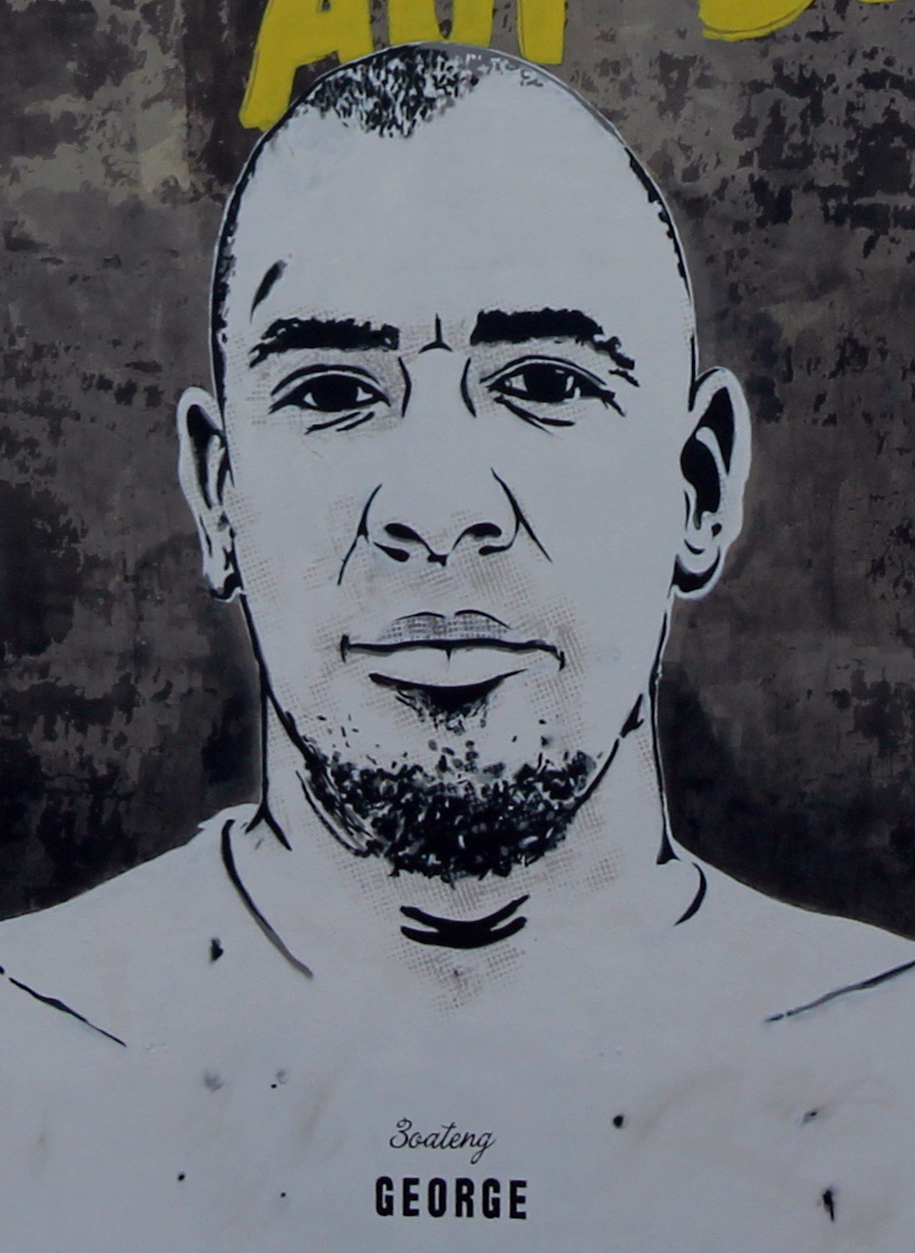
Nike-Werbung in Berlin-Gesundbrunnen, die George Boateng zeigt

George Boateng (* 30. September 1982 in West-Berlin), auch bekannt unter seinem Rappernamen BTNG, ist ein deutsch-ghanaischer Rapper und Fußballfunktionär. 

## Leben
Mit seinen Brüdern Jérôme Boateng und Kevin-Prince Boateng spielte George in der Freizeit Fußball und für die Jugendmannschaften von Hertha BSC. Als seine Brüder für die Herrenmannschaften verpflichtet wurden, hörte George zunächst zu spielen auf. Nach einem achtmonatigen Haftaufenthalt wegen Körperverletzung und einer Tätigkeit als Hundezüchter spielte er nochmals zeitweise Fußball beim Landesligisten CFC Hertha 06.
Am 1. Mai 2015 veröffentlichte Boateng unter dem Namen BTNG seine erste Single Gewachsen auf Beton bei der Warner Music Group. Der Name seines ersten Lieds ist eine Anspielung auf eine Marketing-Aktion namens „3 United“ des internationalen Sportartikel-Herstellers Nike, bei dem auf einer Brandwand in Berlin-Gesundbrunnen eine Wandmalerei zu sehen ist, die George und seine beiden Brüder zeigt mit dem großen Schriftzug „Gewachsen auf Beton“ über ihren Köpfen. Sein im September 2015 veröffentlichtes Album trägt denselben Titel.
Seit Anfang 2025 bekleidet er die Funktion des Sportlichen Leiters bei Viktoria Berlin.

## Diskografie

### Alben
Studioalben
- 2015: Gewachsen auf Beton
- 2021: Tatsache

EPs
- 2017: Black Mamba

### Singles
- 2017: Tot (feat. Ali Bumaye)
- 2017: Gift (Kontra K feat. BTNG & AK Ausserkontrolle)
- 2017: Chameleon (Kontra K feat. BTNG)
- 2017: Scherbenpuzzle (Kontra K feat. BTNG)
- 2017: Schlaf (Kontra K feat. BTNG, Bonez MC)
- 2018: Geschwister (Kontra K feat. BTNG)
- 2019: Sag mir wo (Kontra K feat. BTNG)
- 2020: Soll so sein (Kontra K feat. BTNG)
- 2020: Tatsache
- 2020: Bis wir reich sind (feat. Quame65)